# 东胜乡 (白城市)
东胜乡，是中华人民共和国吉林省白城市洮北区下辖的一个乡镇级行政单位。

## 行政区划
东胜乡下辖以下地区：
永合村、晓光村、庆生村、和平村、六和村、新合村、奋战村、三好村、杨树村、有利村、东方红村、长胜村、日升村、春光村、光辉村、三胜村、河东村、红升村、仁合村、红日村和利民村。